# 魯塞尼亞禮天主教鳳凰城聖母帡幪教區
魯塞尼亞禮天主教鳳凰城聖母帡幪教區（拉丁語：Eparchia Sanctae Mariae a Patrocinio in urbe Phoenicensi）是美國一個東儀天主教教區（魯塞尼亞禮），屬匹茲堡總教區。
教區成立於1982年12月3日，位於美國西部，教座位於亞利桑那州州府鳳凰城。2010年有教友2,561人、十九個堂區、廿四名司鐸。現任教區主教為吉拉德·尼各老·迪諾。